# إلياس ألفيس دا سيلفا
إلياس ألفيس دا سيلفا (بالبرتغالية: Elias Alves da Silva‏) هو لاعب كرة قدم برازيلي في مركز الوسط، ولد في 4 سبتمبر 1981 في Montalvânia ‏ في البرازيل. لعب مع أونياو ليريا وإشتوريل برايا ونادي إيرميس أراديبو ونادي باسوش دي فيريرا ونادي بورتو ونادي بورتيمونينسي ونادي بيروي ستارا زاغورا ونادي جل فيسنتي ونادي فيتوريا سيتوبال ونادي كورينثيانس ألاغوانو.

## وصلات خارجية
- إلياس ألفيس دا سيلفا على موقع قاعدة بيانات كرة القدم.إي يو (الإنجليزية)
- إلياس ألفيس دا سيلفا على موقع Soccerway.com (الإنجليزية)